# Pithecheirops otion
Pithecheirops otion és una espècie de mamífer rosegador de la família dels múrids. És endèmic de la part malàisia de Borneo, on viu a altituds d'aproximadament 150 msnm. És conegut a partir d'un únic espècimen. El seu hàbitat natural són els boscos primaris de dipterocarpàcies. Es desconeix si hi ha cap amenaça significativa per a la supervivència d'aquesta espècie. El seu nom específic, otion, significa ‘orella’ en llatí.